# Посёлок имени Карла Маркса (Владимирская область)
Посёлок имени Карла Маркса — населённый пункт в Камешковском районе Владимирской области России. Центр Брызгаловского сельского поселения.

## География
Посёлок расположен в 9 км на северо-восток от райцентра Камешково, в 6 км от ж/д станции Новки, на берегу речки Наромша.

## История
Известен с 1911 года как поселок при ткацкой фабрике того же названия (в настоящее время ПО «Медтекс»). 
С 1929 года посёлок при фабрике им. Карла Маркса в составе Брызгаловского сельсовета Ковровского района, с 1940 года — в составе Камешковского района. В 1963 году посёлок передан в подчинение Новкинскому поссовету. В 1966 году посёлок при фабрике им. Карла Маркса переименован в посёлок имени Карла Маркса. С 2005 года посёлок является центром Брызгаловского сельского поселения.
В 1972 году в посёлке было построено новое здание Брызгаловской средней школы.

## Население
| 2002 | 2010  | 2021  |
| ---- | ----- | ----- |
| 1619 | ↘1434 | ↘1306 |

## Инфраструктура
В посёлке расположены Брызгаловская средняя общеобразовательная школа, детский сад «Улыбка», Брызгаловская врачебная амбулатория, дом культуры, почтовое отделение, операционная касса Сбербанка, участковый пункт полиции.